# فرانك أولريش
فرانك أولريش (بالألمانية: Frank Ullrich) (24 يناير 1958) بياثلون ألماني سباق والمدرب الحالي للمنتخب الألماني.

## روابط خارجية
- فرانك أولريش على موقع IBU (الإنجليزية)
- فرانك أولريش على موقع اللجنة الأولمبية الدولية (الإنجليزية)
- فرانك أولريش على موقع أوليمبيديا (الإنجليزية)